# International Women's Open 1987
L'International Women's Open 1987 è stato un torneo di tennis giocato sull'erba. È stata la 13ª edizione del torneo di Eastbourne, che fa parte del Virginia Slims World Championship Series 1987.  Si è giocato a Eastbourne in Inghilterra, dal 15 al 20 giugno 1987.

## Campionesse

### Singolare
Helena Suková ha battuto in finale  Martina Navrátilová con il punteggio di 7–6(5), 6–3

### Doppio
Svetlana Černeva /  Larisa Neiland hanno battuto in finale  Rosalyn Fairbank /  Elizabeth Sayers Smylie con il punteggio di 7–6(5), 4–6, 7–5